# Artabotrys gossweileri
Artabotrys gossweileri este o specie de plante angiosperme din genul Artabotrys, familia Annonaceae, descrisă de Baker f. și Arthur Wallis Exell. Conform Catalogue of Life specia Artabotrys gossweileri nu are subspecii cunoscute.